# Antti Pohja
Antti Heikki Pohja (Lahti, 11 januari 1977) is een voormalig profvoetballer uit Finland, die speelde als aanvallende middenvelder gedurende zijn carrière. Hij beëindigde zijn actieve loopbaan in 2010 bij de Finse club Tampere United. Behalve in Finland speelde Pohja clubvoetbal in Zweden en Liechtenstein.

## Interlandcarrière
Pohja kwam in totaal vijftien keer uit voor de nationale ploeg van Finland in de periode 1996–2008. Hij maakte zijn debuut onder leiding van bondscoach Richard Møller-Nielsen op 30 oktober 1996 in de vriendschappelijke thuiswedstrijd in Kotka tegen Estland, net als Juha Riippa, Toni Tervonen en Ville Nylund. Hij viel in dat duel na 32 minuten in voor Jari Vanhala en bepaalde in de 88ste minuut de eindstand op 2-2.
| Interlanddoelpunten | Interlanddoelpunten | Interlanddoelpunten | Interlanddoelpunten | Interlanddoelpunten | Interlanddoelpunten | Interlanddoelpunten | Interlanddoelpunten |
| #                   | Datum               | Locatie             | Wedstrijd           | Goal(s)             | Score               | Uitslag             | Wedstrijd           |
| ------------------- | ------------------- | ------------------- | ------------------- | ------------------- | ------------------- | ------------------- | ------------------- |
| 1                   | 30/10/1996          | Kotka               | Finland – Estland   | 88'                 | 2 – 2               | 2 – 2               | Oefeninterland      |
| 2                   | 05/02/1999          | Paralimni           | Cyprus – Finland    | 6'                  | 0 – 1               | 2 – 1               | Oefeninterland      |
| 3                   | 30/11/2004          | Riffa               | Bahrein – Finland   | 9'                  | 1 – 1               | 1 – 2               | Oefeninterland      |

## Erelijst
MyPa-47
- Suomen Cup

1995
 Tampere United
- Veikkausliiga

2001
- Topscorer Veikkausliiga

2004 (16 goals)
- Suomen Cup

2007
 HJK Helsinki
- Suomen Cup

2006